# 初井しづ枝
初井 しづ枝（はつい しずえ、1900年（明治33年）10月29日 - 1976年（昭和51年）2月15日）は、日本の歌人。兵庫県姫路市出身。

## 来歴
兵庫県姫路市大黒町（現・大国壱丁町）に、薬種商井上又次・たねの三女として生まれる。本名・しづ江。姫路高等女学校（現・兵庫県立姫路東高等学校）を卒業し、大阪道修薬学校（現・大阪薬科大学）に入学。薬剤師の検定試験を受けて合格。姫路に帰郷し、親戚の病院へ調剤の見習いに通う。
その後、姫路高女時代から交際していた初井佐一と結婚（当時20歳）。佐一の生家・初井家は姫路を代表する大地主で素封家であった。歌誌『アララギ』の会員で短歌を作っていた夫に勧められて作歌を始め、1926年に「日光」に入社、北原白秋に師事。1927年、「短歌民族」に参加。
戦後は農地解放により初井家が没落。生活に苦しみながらも「桐の花短歌会」を結成し、『女人短歌』の創立に参加。1953年、宮柊二主宰「コスモス」の創刊に参加し、主要同人となる。1957年、『藍の紋』で第3回日本歌人クラブ推薦歌集（現・日本歌人クラブ賞）に選ばれる。1966年、兵庫県文化賞。1970年、姫路市文化功労賞。1971年、『冬至梅』で読売文学賞を受賞。生涯を過ごした姫路の初井家住宅は、市の都市景観重要建築物等に指定されている。

## 作風
透徹した硬質の歌風で戦後の歌壇に清新の気をもたらした。戦中・戦後の時代の変遷の中で、生活の激変、婚家の没落などといったテーマに取り組んだ。

## 著書
- 『花麒麟』古径社 1950
- 『藍の紋』白玉書房 コスモス叢書 1956
- 『白露虫』白玉書房 1962
- 『朱濤 桐の花短歌会合同歌集』編 やしま書房 1966
- 『冬至梅 歌集』白玉書房 コスモス叢書 1970
- 『歳月の四季』明石豆本らんぷの会 らんぷ叢書 1974
- 『白萩小径』柏葉書院 コスモス叢書 1974
- 『夏木立 歌集』白玉書房 コスモス叢書 1975